# Hängebrücke über den Río Cuyuní
Die Hängebrücke über den Río Cuyuní steht nahe bei dem Ort El Dorado im Bundesstaat Bolívar in Venezuela.
Sie führte die von Ciudad Guayana an der Gran Sabana entlang über die Grenzstadt Santa Elena de Uairén bis nach Brasilien reichende Nationalstraße 10 (Troncal 10) über den Río Cuyuní, bis der Verkehr im Jahr 2000 durch eine unmittelbar neben ihr stehende neue Betonbalkenbrücke übernommen wurde. Seitdem steht sie sich selbst überlassen neben der neuen Straßenbrücke und wird nur noch von Touristen als Sehenswürdigkeit wahrgenommen. Diese beiden Brücken sind die einzige Querung des Río Cuyuní auf seinem 618 km langen Lauf.

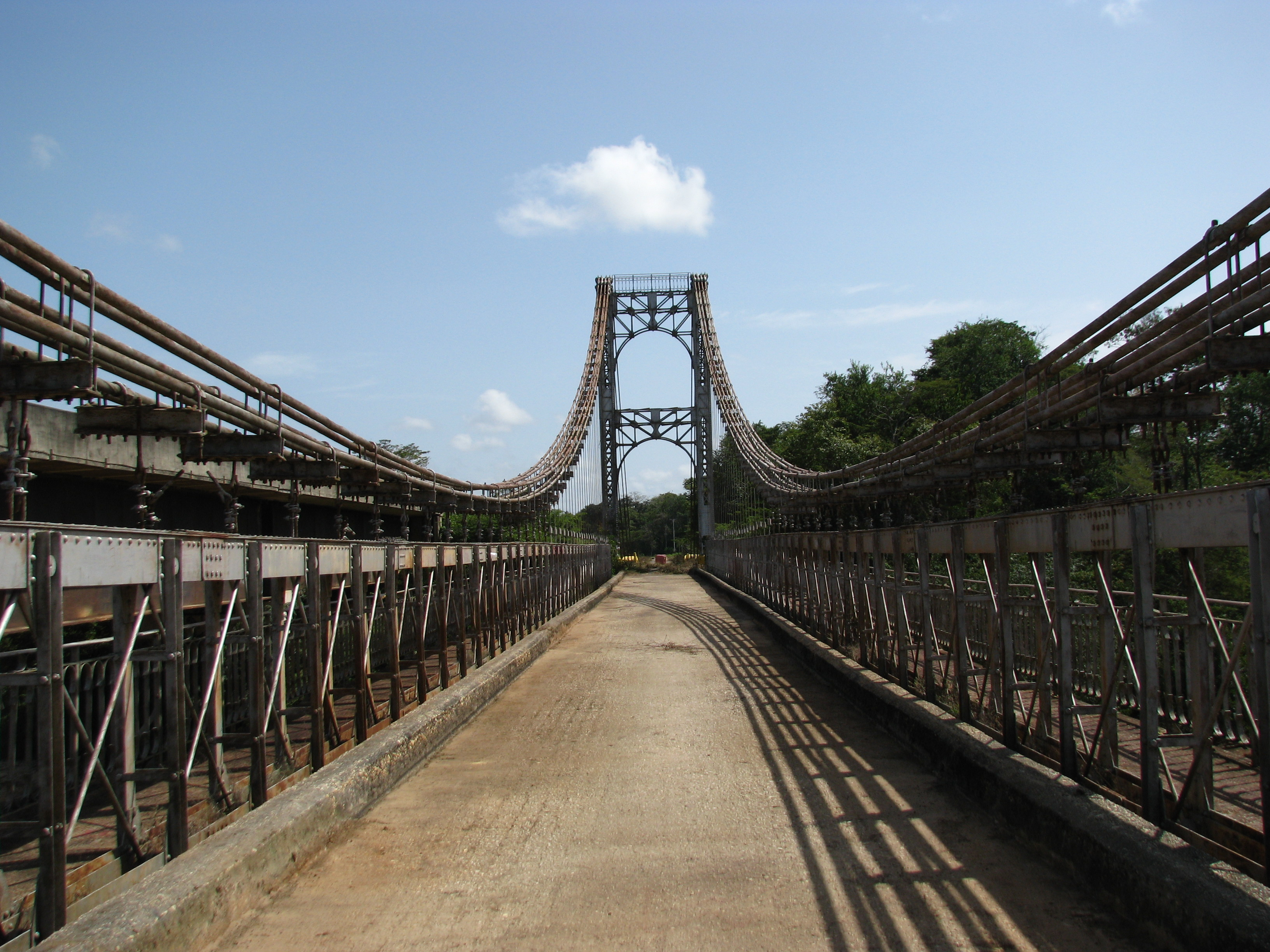

Die ganz aus Stahl bestehende Hängebrücke hat eine Spannweite 125 m. Ihre Fahrbahn ist rund 3 m breit, genug, dass ein heutiger Pkw sie noch benutzen kann. Die Pylone bestehen aus je vier Stahlprofilen mit kleinen Andreaskreuzen, die mit dem gegenüberliegenden Pylonstiel durch Fachwerk-Rundbögen verbunden sind. Sie stützen jeweils acht Trag- bzw. Ankerseile. An ihnen ist jeweils eine Reihe von Hängern mit speziellen Bügeln befestigt, die die mit großen Fachwerkträgern versteifte Fahrbahn tragen. An den Außenseiten ist ein schmaler Gehweg montiert.
Die Brücke wird, wie so viele ältere Eisen- und Stahlkonstruktionen im spanischen Sprachraum, der Firma Eiffel zugeschrieben, tatsächlich wurde sie aber von einem französischen Konkurrenten, dem Unternehmen G. Leinekugel le Cocq et Fils in Larche im Département Corrèze hergestellt.
Sie wurde 1926 nach Venezuela verschifft und zunächst in den Jahren 1927 bis 1930 bei El Sombrero über den Río Guárico () errichtet. Als dort der zunehmende Verkehr eine größere Brücke erforderte, wurde sie 1957 an den Río Cuyuní transferiert.